# Pygocentrus cariba
Pygocentrus cariba – gatunek ryby kąsaczokształtnej z rodziny piraniowatych (Serrasalmidae).

## Występowanie
Ameryka Południowa: gatunek szeroko rozpowszechniony na nizinach dorzecza Orinoko.

## Charakterystyka
Osiąga maksymalnie 27,9 cm długości całkowitej.